# North Berwick Law
North Berwick Law, kortweg de Law, is een vulkaankegel aan de zuidoever van de Firth of Forth. Hij torent 187 meter boven het havenstadje North Berwick in East Lothian uit.
Geologisch is de Law een vulkanische plug van hard trachiet en basalt uit het dinantien. Tijdens de glacialen is door gletsjers het omringende zachte gesteente aan één kant weggesleten en naar de andere kant verplaatst waardoor de typische aardvorm ontstaat van een langgerekte rots die aan de ene kant steil omhoog loopt en aan de andere kant een flauwe helling heeft. Law betekent in het Schots dan ook een alleenstaande kegelvormige heuvel.

Op onderstaande foto zijn de op de top van de Law gelegen ruïnes van de gebouwen, die in de napoleontische tijd werden gebruikt als uitkijkpost, te zien. Vanaf 1709 tot 2005 stond op de Law een spitsboog van twee walviskaken, het laatste paar is weggerot en de restanten zijn per helikopter afgevoerd. Alhoewel er geen aanwijzing bestaat dat North Berwick in het verleden ooit iets met de walvisvaart te maken heeft gehad, is in 2008 een replica geplaatst.

## Externe links

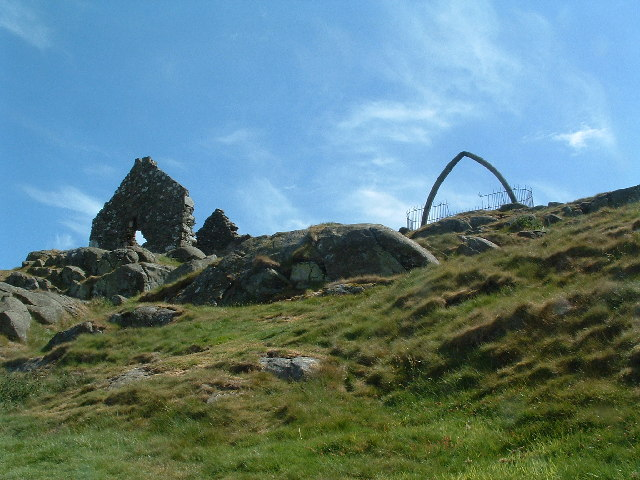
The Top of the Law